# Superammasso dell'Aquario B
Il Superammasso dell'Aquario B (SCl 193) è un superammasso di galassie situato nella costellazione dell'Aquario alla distanza di circa 366 milioni di parsec dalla Terra (oltre 1 miliardo di anni luce).
È formato da due parti, ed è connesso con il Superammasso dell'Aquario A.
Si stima una lunghezza di 31 milioni di parsec.
È costituito dagli ammassi di galassie Abell 2376, Abell 2377, Abell 2400, Abell 2402, Abell 2410, Abell 2420, Abell 2428 e Abell 2448.